# Bertiolo
Bertiolo is een gemeente in de Italiaanse provincie Udine (regio Friuli-Venezia Giulia) en telt 2576 inwoners (31-12-2004). De oppervlakte bedraagt 26,2 km², de bevolkingsdichtheid is 98 inwoners per km².
De volgende frazioni maken deel uit van de gemeente: Virco, Pozzecco, Sterpo.

## Demografie
Bertiolo telt ongeveer 1008 huishoudens. Het aantal inwoners daalde in de periode 1991-2001 met 0,9% volgens cijfers uit de tienjaarlijkse volkstellingen van ISTAT.
| Jaar | Inwoneraantal |
| ---- | ------------- |
| 1991 | 2564          |
| 2001 | 2542          |

## Geografie
De gemeente ligt op ongeveer 33 m boven zeeniveau.
Bertiolo grenst aan de volgende gemeenten: Codroipo, Lestizza, Rivignano, Talmassons, Varmo.